# Giubbotto salvagente

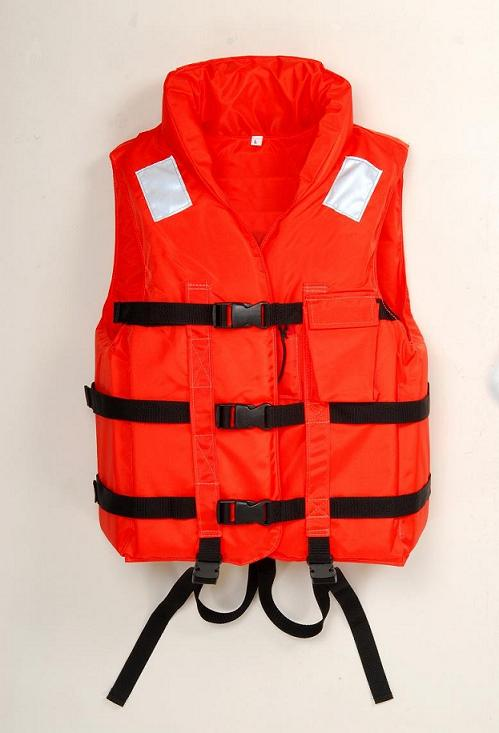
Un giubbotto salvagente

Il giubbotto salvagente (chiamato anche giubbotto di salvataggio o giubbotto galleggiante) è uno tipo di attrezzatura da utilizzare per il sostentamento delle persone, in caso di necessità, per salvataggio, o per prevenzione in attività sportive tipo sci nautico o windsurf in caso di caduta e/o eventuale stato di incoscienza.

## Storia
In tempi passati sono stati emblematici i casi di annegamento di passeggeri che non sapevano nuotare o erano appesantiti dagli abiti, quando questi supporti di sopravvivenza non erano obbligatori o ne erano imbarcati per un numero inferiore di passeggeri.
Durante una tempesta anomala accorsa a Whitby, Inghilterra, il 9 febbraio 1861, annegò tutto l'equipaggio della nave di soccorso del paese, tranne un componente: fu Henry Freeman, il solo ad indossare un giubbotto salvagente di concezione moderna.
Da allora divenne ambasciatore della sicurezza in acqua e ricevette due medaglie di argento al valor civile.

## Utilizzi e caratteristiche
È prevalentemente utilizzato come prevenzione di annegamento in caso di naufragio di imbarcazione/i e navi e per questo è obbligatorio per tutti i natanti e imbarcazioni che navighino ad una distanza di oltre i 300 metri dalla costa, ed in tutte le navi e imbarcazioni atte al trasporto di passeggeri e relativo equipaggio. Quindi deve essere predisposto per legge l'imbarco e lo stivaggio di un numero sufficiente per il numero di persone trasportabili dal mezzo nautico o navale e deve avere una galleggiabilità diversa in base alla distanza dalla costa in cui viene utilizzato.
La caratteristica principale e per cui deve essere certificato un ente certificatore abilitato dallo Stato, è di dover sostenere una persona con la testa fuori dall'acqua anche in stato di incoscienza. Generalmente è di tipo a galleggiamento fisso, cioè con all'interno della intercapedine e relative sacche cucite, del materiale galleggiante, tipo polistirolo o sughero, questo è il tipo obbligatorio per legge. Può essere anche del tipo a galleggiamento variabile e quindi gonfiabile, con bombolino a gas o aria per il gonfiaggio automatico o a strappo, e nel caso di utilizzo per attività sportive, e rendere quindi agevoli i movimenti, può essere del tipo gonfiabile a bocca a piacimento attraverso un tubo di gomma con valvola di non ritorno e posto a fianco del viso.
In base alla zona e all'attività è necessaria una diversa galleggiabilità (espressa in scala Newton), che deve essere di almeno 100N, 150N o 275N in base al nuovo regolamento internazionale.
Deve essere dotato di fischietto e bande riflettenti ad alta visibilità, occasionalmente può essere dotato di luce ad accensione automatica in caso di contatto con l'acqua.

## Cinture di salvataggio
Sono una tipologia di giubbotto di salvataggio molto diffusa sulle navi.
Sono composte da stoffa imbottita di sughero o polistirolo, sono più ingombranti dei giubbotti autogonfiabili, però il costo di produzione è molto più basso.
Generalmente esistono solo di due tipi, 100N e 150N, garantiscono una buona galleggiabilità e non ostruiscono completamente i movimenti.
Non sono però da confondersi con i giubbotti che fungono da aiuto al galleggiamento di solamente 50N.
La nuova normativa impone che le tutte le cinture di salvataggio marchiate EN (in quanto prodotte in accordo alle norme tecniche del Comitato europeo di normazione) vengano sostituite con le nuove ISO (internazionali) più facili da indossare e di costo ancora minore.
Hanno inoltre l'obbligo di avere un fischietto e bande retroriflettenti ad alta visibilità. È possibile aggiungerci anche luci di emergenza ad accensione automatica al contatto con l'acqua.
Per i non-nuotatori viene consigliato un livello di galleggiamento personale superiore rispetto ai 100 newton canonici inerenti all'ambito sottocosta.

## Salvagenti autogonfiabili
I salvagenti autogonfiabili sono particolari giubbotti salvagenti che si gonfiano al contatto con l'acqua oppure tirando l'apposito cordino di gonfiaggio.
Questi particolari giubbotti di salvataggio sono molto più pratici e possono essere indossati anche in caso di normale lavoro a bordo se si presenta il rischio di caduta in acqua con eventuale stato di incoscienza. Il sistema di gonfiaggio automatico prevede una pastiglia idrosolubile che al contatto con l'acqua salata si scioglie facendo gonfiare il giubbotto; il giubbotto è anche dotato di un tubo per il gonfiaggio a bocca e un fischietto che deve essere per legge marchiato RINA. Questi giubbotti sono di almeno 150N ma esistono anche di 275N, 300N o più.
Sono anche obbligatori per alcuni lavoratori, tipo gli addetti al molo nei porti.
Questi giubbotti salvagente però sono molto più costosi. Può essere aggiunta anche una luce di emergenza ad attivazione automatica al contatto con l'acqua e un cappuccio paraspruzzi, che proteggerà la testa e la faccia da eventuali onde o schizzi. È possibile aggiungere varie imbracature di sicurezza tipo il nastro sottocoscia, necessario per evitare che una volta gonfiato il giubbotto tenda a risalire sopra la testa.
Qualora il giubbotto in questione sia sprovvisto di meccanismo di gonfiaggio automatico a contatto con l'acqua, le persone che non sanno nuotare dovrebbero indossarlo già gonfiato completamente, per motivi di sicurezza poiché se cadessero in acqua non sarebbe garantito il tiraggio della leva d'emergenza.